# 나루세촌 (미야기현)
나루세촌(鳴瀬村)은 1954년까지 일본 미야기현 가미군에 동부에 있던 촌이다.

## 역사
- 1889년 4월 1일 - 정촌제 시행과 함께 5촌이 합병해 나루세촌이 성립하였다.
- 1954년 8월 1일 - - 나루세촌, 히로하라촌과 합병해, 새로운 나카니다정이 되었다.

## 교통

### 철도노선
- 센다이 철도